# Bianca Berlinguer
Bianca Berlinguer, all'anagrafe Biancamaria Berlinguer (Roma, 9 dicembre 1959), è una giornalista e conduttrice televisiva italiana, dal 1º ottobre 2009 all'8 agosto 2016 direttrice del TG3.
Dopo un'intera carriera in Rai, nel settembre del 2023 è passata a Mediaset.

## Biografia
Figlia di Enrico Berlinguer e di Letizia Laurenti, dopo essersi diplomata al liceo classico e laureata in Lettere presso l'Università di Roma "La Sapienza", intraprende l'attività di giornalista: dopo un periodo di praticantato presso Radiocorriere TV, inizia a lavorare ne Il Messaggero agli inizi degli anni Ottanta e contemporaneamente lavora a Mixer (1985) come redattrice, entrando poi in pianta stabile nella redazione del TG3. Della principale edizione serale di questo telegiornale è stata conduttrice ininterrottamente dal 1991 al 5 agosto 2016. Ha presentato inoltre Primo piano, rubrica di approfondimento della stessa testata giornalistica su Rai 3.
Nel gennaio del 2008 è stata coinvolta in una polemica dichiarazione del presidente emerito della Repubblica, Francesco Cossiga. Rispondendo a un intervistatore, quest'ultimo ha dichiarato di averla raccomandata insieme ad altri giornalisti (Giuseppe Fiori e Federica Sciarelli) per ottenere una posizione di maggior rilievo all'interno della Rai. La Berlinguer ha smentito queste dichiarazioni del senatore, senza intraprendere azioni legali nei suoi confronti.

Bianca Berlinguer con il padre Enrico, la madre e i fratelli minori a Roma, 1972

Il 1º ottobre 2009 viene nominata direttrice del TG3. Si insedia il 12 ottobre. Il 24 settembre 2010 ha vinto a Roma la prima edizione del Premio di giornalismo L'isola che c'è, riconoscimento assegnato a 10 giornalisti sardi, della carta stampata o della Rai, che lavorano a Roma. Il 24 settembre 2011 ha vinto il Premio Nazionale Alghero Donna di Letteratura e Giornalismo, sezione giornalismo. Da direttrice continua a condurre (dopo un intervallo di qualche mese) l'edizione serale del TG3, nonché l'approfondimento notturno Linea Notte.
Conduce e dirige per l'ultima volta il TG3 il 5 agosto 2016, venendo sostituita, con molte polemiche soprattutto rivolte al governo Renzi, da Luca Mazzà. Dal 7 novembre 2016 al 27 giugno 2023 ha condotto #cartabianca su Rai 3. Il 3 ottobre 2019 pubblica il suo primo libro Storia di Marcella che fu Marcello, le memorie che l'attivista e politica Marcella Di Folco le ha affidato in un lungo dialogo prima di morire.
Il 3 luglio 2023 si dimette da ogni incarico nella Rai dopo 34 anni di servizio per passare a Mediaset per condurre un nuovo programma in prima serata su Rete 4 dal titolo È sempre Cartabianca, in onda ogni martedì dal 5 settembre dello stesso anno. Dall'8 gennaio al 21 giugno 2024 ha condotto il programma di Rete 4 dal titolo Prima di domani, in onda dal lunedì al venerdì nella fascia dell'access prime time. Dal 20 ottobre al 17 novembre 2024 ha condotto il programma È sempre Cartabianca di domenica, spin-off di È sempre Cartabianca in onda ogni domenica in prima serata su Rete 4.

## Vita privata
Prima dei quattro figli dello storico segretario del Partito Comunista Italiano Enrico Berlinguer e di Letizia Laurenti (gli altri fratelli sono Maria Stella, Marco e Laura, giornalista di TGcom24 nonché compagna di Luca Telese), è stata sposata col collega Stefano Marroni. Da molti anni il suo compagno è Luigi Manconi, con cui ha avuto l'unica figlia Giulia nel 1998.

## Programmi televisivi
- TG3 (Rai 3, 1991-2016)
- TG3 Primo piano (Rai 3, 1993-2008)
- TG3 Linea Notte (Rai 3, 2008-2016)
- Cartabianca (Rai 3, 2016-2023)
- È sempre Cartabianca (Rete 4, dal 2023)
  - È sempre Cartabianca di domenica (Rete 4, 2024)
- Prima di domani (Rete 4, 2024)

## Opere
- Storia di Marcella che fu Marcello, Milano, La nave di Teseo, 2019, ISBN 978-88-93950-02-2.